# Abetxuko
Abetxuko (baskiska: Abetxuku) är en ort i Spanien.   Den ligger i provinsen Araba / Álava och regionen Baskien, i den norra delen av landet, 290 km norr om huvudstaden Madrid. Abetxuko ligger 522 meter över havet och antalet invånare är 3 327.
Terrängen runt Abetxuko är platt åt nordost, men åt sydväst är den kuperad.Runt Abetxuko är det tätbefolkat, med 683 invånare per kvadratkilometer. Närmaste större samhälle är Vitoria, 3,0 km söder om Abetxuko. Trakten runt Abetxuko består till största delen av jordbruksmark.